# Christian Amoah
Christian Amoah, född 25 juli 1999, är en ghanansk tyngdlyftare.
Amoah tävlade för Ghana vid olympiska sommarspelen 2016 i Rio de Janeiro, där han slutade på 21:a plats i 85 kg-klassen. Vid olympiska sommarspelen 2020 i Tokyo slutade Amoah på 12:e plats i 96 kg-klassen.